# Kashmireuma
Kashmireuma är ett släkte av mångfotingar. Kashmireuma ingår i familjen Kashmireumatidae.
Kladogram enligt Catalogue of Life:
| Kashmireuma | \| \| Kashmireuma nepalensis \| \| \| \| \| \| Kashmireuma nielseni \| \| \| \| \| \| Kashmireuma schawallari \| \| \| \| |
|             | \| \| Kashmireuma nepalensis \| \| \| \| \| \| Kashmireuma nielseni \| \| \| \| \| \| Kashmireuma schawallari \| \| \| \| |
|             | Vieteuma |
|             | |
|             | Kashmireuma nepalensis |
|             | |
|             | Kashmireuma nielseni |
|             | |
|             | Kashmireuma schawallari                                                                                                   |
|             | |

|  | Kashmireuma nepalensis  |
|  |                         |
|  | Kashmireuma nielseni    |
|  |                         |
|  | Kashmireuma schawallari |
|  |                         |